# Salamandroidea
Salamandroidea — один з трьох сучасних підрядів хвостатих земноводних. Члени підряду поширені по всьому світу за винятком Антарктики, Південної Сахари і Океанії. У викопному стані відомі понад 150 млн років (Beiyanerpeton jianpingensis).

## Класифікація
- Підряд: Salamandroidea
  - Родина: Амбістомові (Ambystomatidae Hallowell, 1856)
  - Родина: Амфіумові (Amphiumidae Gray, 1825)
  - Родина: Безлегеневі саламандри (Plethodontidae Gray, 1850)
  - Родина: Саламандрові (Salamandridae Gray, 1825)
  - Родина: Протеї (Proteidae Gray, 1825)
  - Родина: Rhyacotritonidae